# Tonbū-ye Shomālī
Tonbū-ye Shomālī (persiska: تمبو شمالی, Tombū Shomālī, تنبو شمالی) är en ort i Iran.   Den ligger i provinsen Hormozgan, i den södra delen av landet, 900 km söder om huvudstaden Teheran. Tonbū-ye Shomālī ligger 15 meter över havet och antalet invånare är 222.
Terrängen runt Tonbū-ye Shomālī är platt åt sydväst, men åt nordost är den kuperad. Runt Tonbū-ye Shomālī är det glesbefolkat, med 11 invånare per kvadratkilometer. Närmaste större samhälle är Berkeh Dokān, 13,0 km öster om Tonbū-ye Shomālī. Trakten runt Tonbū-ye Shomālī är ofruktbar med lite eller ingen växtlighet.